# محوطه گل گاو زبان تپهه لله جار
محوطه گل گاو زبان تپهه لله جار مربوط به دوران‌های تاریخی پس از اسلام است و در شهرستان املش، بخش رانکوه، روستای ملکوت واقع شده و این اثر در تاریخ ۲ آبان ۱۳۸۲ با شمارهٔ ثبت ۱۰۶۹۴ به‌عنوان یکی از آثار ملی ایران به ثبت رسیده است.